# 陈文塬
陈文塬（1931年8月4日—2017年7月19日），男，湖南长沙人，中国数学家，兰州大学教授，兰州大学数学学科的奠基人之一，中国民主同盟盟员。主要从事非线性泛函分析方面的研究。

## 生平
1954年毕业于东北人民大学（现吉林大学）数学系。
1954年赴兰州大学数学系任教。1978年，被评为教授。1983年，被评为博士研究生导师。1981年至1990年任兰州大学数学系系主任。2005年退休。